# Équipe d'Angola des moins de 20 ans de football
Maillots
L'équipe d'Angola des moins de 20 ans est une sélection de joueurs angolais de moins de 20 ans.

## Histoire
Vainqueur en 2001 Cette équipe participe à deux reprises à la phase finale de la Coupe d'Afrique des nations des moins de 20 ans, et participe à sa première fois à la phase finale de la Coupe du monde des moins de 20 ans.

## Palmarès
Coupe d'Afrique des nations des moins de 20 ans
- 2001

en:COSAFA U-20 Challenge Cup
- 2000
- 2001
- 2002
- 2011

## Parcours en Coupe d'Afrique des nations des moins de 20 ans
- 1979 : Non inscrit
- 1981 : Non qualifié
- 1983 : 1er tour
- 1985 : 1er tour
- 1987 : Non qualifié
- 1989 : Tour préliminaire
- 1991 : Non qualifié
- 1993 : Non qualifié
- 1995 : Non qualifié
- 1997 : Non qualifié
- 1999 : 1er tour
- 2001 : Vainqueur
- 2003 : Non qualifié
- 2005 : 1er tour
- 2007 : Non qualifié
- 2009 : Non qualifié
- 2011 : Non qualifié
- 2013 : Non qualifié
- 2015 : Non qualifié
- 2017 : Non qualifié
- 2019 : Non qualifié
- 2021 : Non qualifié
- 2023 : Demi-finales Zone Cosafa
- 2025 : Demi-finales Zone Cosafa

## Parcours en Coupe du monde des moins de 20 ans
- 1977 : Non inscrit
- 1979 : Non inscrit
- 1981 : Non qualifié
- 1983 : Non qualifié
- 1985 : Non qualifié
- 1987 : Non qualifié
- 1989 : Non qualifié
- 1991 : Non qualifié
- 1993 : Non qualifié
- 1995 : Non qualifié
- 1997 : Non qualifié
- 1999 : Non qualifié
- 2001 : Huitièmes de finales
- 2003 : Non qualifié
- 2005 : Non qualifié
- 2007 : Non qualifié
- 2009 : Non qualifié
- 2011 : Non qualifié
- 2013 : Non qualifié
- 2015 : Non qualifié
- 2017 : Non qualifié
- 2019 : Non qualifié
- 2021 : Non qualifié (version annulée)
- 2023 : Non qualifié
- 2025 : Non qualifié